# Miguel Hidalgo (gemeente)
Miguel Hidalgo is een van de zestien gemeentes van Mexico-Stad. Het is genoemd naar onafhankelijkheidsstrijder Miguel Hidalgo. De gemeente heeft 414.470 inwoners (2020).
Enkele van de welvarendste wijken van Mexico-Stad liggen in deze gemeente, waaronder Polanco en Lomas de Chapultepec. De ambassades van Nederland en België in Mexico zijn hier gevestigd. Daarnaast zijn er ook volksbuurten, met name in Tacuba en Tacubaya.

## Geschiedenis

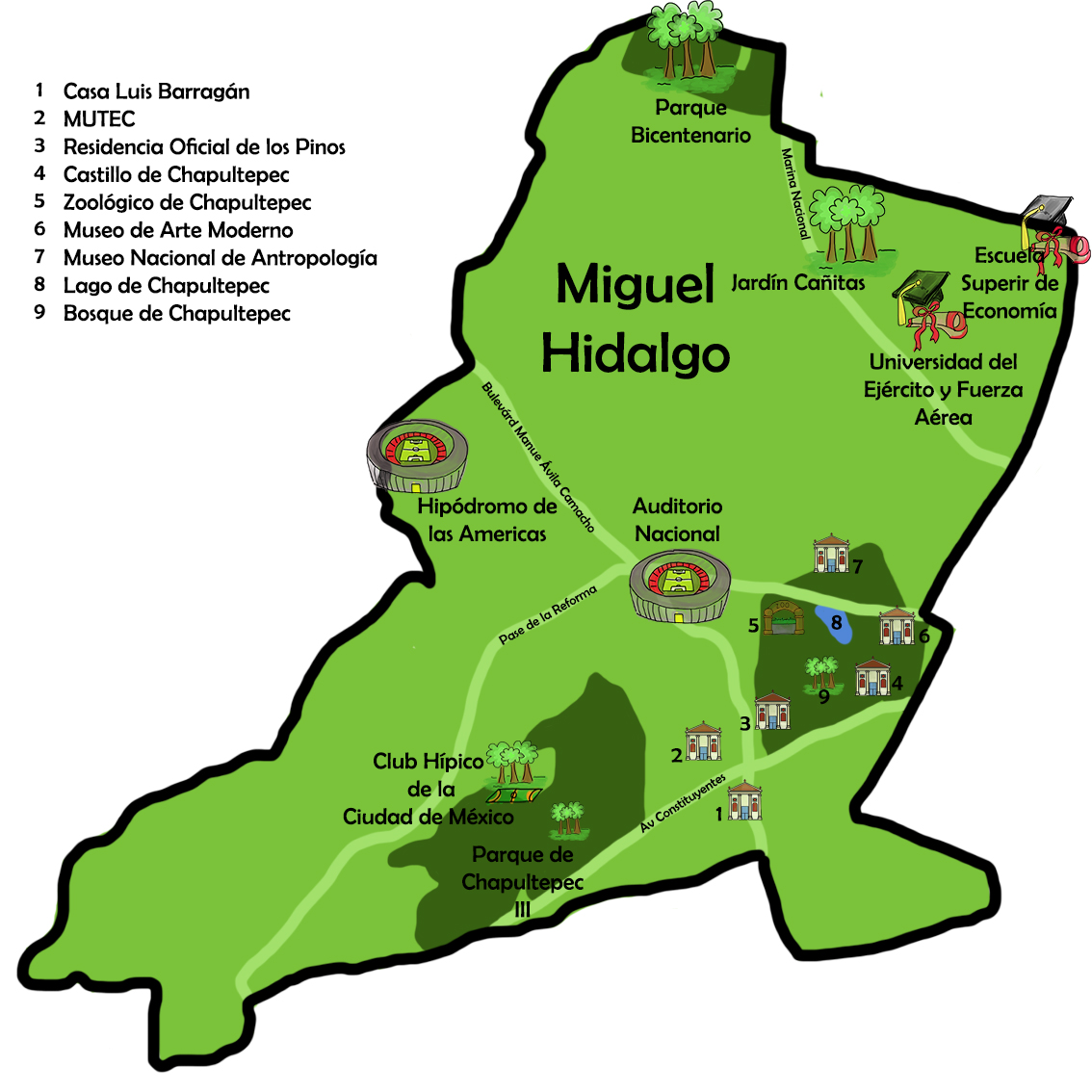
Toeristische kaart van de gemeente Miguel Hidalgo

#### Voorgeschiedenis
Het grondgebied van de gemeente Miguel Hidalgo, met name haar oostgrens die vroeger de oever van het Texcocomeer was, is al meer dan tweeduizend jaar bewoond. Aan de voet van de heuvel van Chapultepec en in Tacubaya zijn scherven en pijlpunten gevonden van voor het jaar 0. In de 12e eeuw betrokken de Tepaneken dit gebied en vestigden zich onder andere in Tacuba. Na de val van Maxtla in 1428 vormde Tacuba samen met Tenochtitlan en Texcoco de Azteekse Driebond. Nezahualcoyotl liet bomen planten rond de heuvel van Chapultepec en liet een aquaduct bouwen om de stad Tenochtitlan van drinkwater te voorzien.
Keizer Karel V besloot dat de heuvel en het bos van Chapultepec eigendom van Mexico-Stad was om de watervoorziening van de stad te kunnen garanderen. In het onderkoninkrijk Nieuw-Spanje was het grondgebied van de gemeente Miguel Hidalgo verdeeld tussen de steden Tacuba, Tacubaya en Mexico-Stad en werd het land achter deze steden gaandeweg in gebruik genomen door haciënda's, met name de Hacienda de los Morales.
Het strategisch belang van het gebied veroorzaakte dat er tijdens de Mexicaans-Amerikaanse oorlog bloedige veldslagen werden uitgevochten zoals de Slag om Chapultepec en de slag om Molino del Rey.
Tijdens en vlak na de Mexicaanse Revolutie werden de haciënda's onteigend of verkocht en omgevormd tot woonwijken voor welgestelden zoals Polanco en Lomas de Chapultepec.

#### Ontstaan en naamgeving
De delegación Miguel Hidalgo werd gevormd op 29 december 1970 als onderdeel van het Federale District van Mexico-Stad en is vernoemd naar Miguel Hidalgo. Aan het hoofd stond een delegado, een afgevaardigde van de regeringsleider van Mexico-Stad die op zijn beurt was benoemd door de President van Mexico. Na de aardbeving van 1985 ontstond een proces van democratisering dat leidde tot verkiezingen van districtshoofd vanaf 1997 en een grondwet van Mexico-Stad in 2017 waarin de delegaciones werden omgevormd tot alcaldía (gemeente).

#### Belangrijke gebeurtenissen
In 2008 stortte een vliegtuig neer op een druk kruispunt in de gemeente. Bij het vliegtuigongeluk vielen 16 doden en waren er 40 gewonden.

## Politiek
De burgemeester van de gemeente wordt sinds 1997 telkens voor een periode van drie jaar verkozen. De Nationale Actiepartij levert doorgaans de burgemeester. Alleen Victor Romo heeft de rechtse hegemonie doorbroken: eenmaal namens de Partij van de Democratische Revolutie en eenmaal namens Morena. Vanaf 2017 is herverkiezing toegestaan, tot maximaal twee keer. Het lukte Victor Romo niet om in 2021 opnieuw burgemeester te worden. De gemeente gaf de voorkeur aan de kandidaat van de Nationale Actiepartij voor de periode 2021-2024. 
| Naam                       | Periode   | Partij |
| -------------------------- | --------- | ------ |
| Jorge Fernández Souza      | 1997-2000 |        |
| Arne Aus den Ruthen Haag   | 2000-2003 |        |
| Fernando Aboitiz           | 2003-2006 |        |
| Gabriela Cuevas Barrón     | 2006-2009 |        |
| Alfredo Vinalay Mora       | 2009      |        |
| Demetrio Sodi de la Tijera | 2009-2012 |        |
| Victor Hugo Romo Guerra    | 2012-2015 |        |
| Xóchitl Gálvez Ruiz        | 2015-2018 |        |
| Victor Hugo Romo Guerra    | 2018-2021 |        |
| Mauricio Tabe Echartea     | 2021-2027 |        |

## Infrastructuur

#### Wegen
De belangrijkste toegangs- en uitvalsweg van Mexico-Stad uit het westen en noordwesten, federale snelweg 15 van Mexico-Stad via Toluca naar de grens met de Verenigde Staten bij Nogales, loopt van zuidwest naar noordoost door de gemeente Miguel Hidalgo en sluit aan op de Paseo de la Reforma, Avenida de las Palmas en Avenida Constituyentes.
Een andere belangrijke toegangs- en uitvalsweg van de stad, uit het noorden, de federale snelweg 57D via Querétaro naar de grens met de Verenigde Staten bij Piedras Negras, loopt van noord naar zuid onder de naam Anillo Periférico (perifere ringweg) door de gemeente Miguel Hidalgo, vanaf Toreo de Cuatro Caminos tot aan Tacubaya.
De Circuito Interior (binnenste rondweg) loopt noord-zuid door de gemeente van Tacuba naar Tacubaya en vormt haar oostgrens.
De Avenida Presidente Masaryk doorkruist de wijk Polanco en wordt gezien als de duurste winkelstraat van Mexico.

#### Openbaar vervoer
In de nabijheid van de federale snelwegen 15 en 57, respectievelijk bij Observatorio/Tacubaya en Cuatro Caminos, bevinden zich multi-modale knooppunten voor openbaar vervoer, met aansluiting van lange-afstandbussen op stadsbussen en metro.
Lijnen 1,2 7 en 9 van de metro hebben stations in de gemeente Miguel Hidalgo. Lijnen 2 en 7 van de Metrobus verbinden Miguel Hidalgo met het centrum en oosten van Mexico-Stad.

## Geboren
- Heriberto Jurado (2005), voetballer

## Bezienswaardigheden

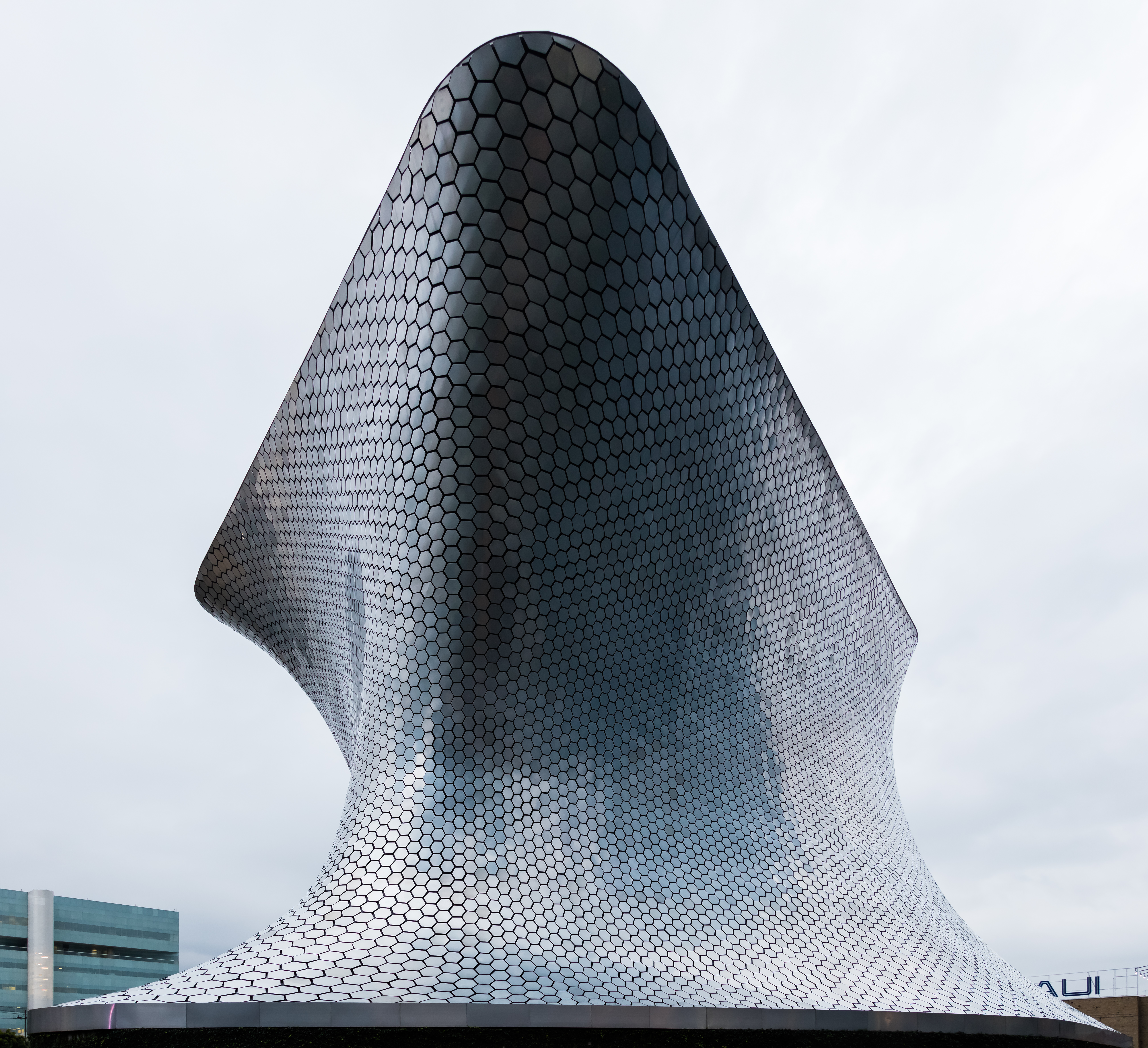
Het gebouw van het museum Soumaya in Mexico-Stad

In de gemeente Miguel Hidalgo bevinden zich een aantal bezienswaardigheden van nationaal en internationaal belang, met name in het Chapultepec-park, waaronder:
- Het paleis van Chapultepec waar het Nationaal Historisch Museum is gevestigd.
- Het Nationaal Museum voor Antropologie.
- Het Soumaya museum, eigendom van Grupo Carso van Carlos Slim.
- Cultureel centrum Los Pinos, de voormalige ambtswoning van Presidenten van Mexico.
- Het Luis Barragánhuis en -studio, UNESCO werelderfgoed.
- Het Campo Marte, een militair sportveld waar tijdens de Olympische spelen van 1968 het dressuur- en springconcours werd gehouden.
- De begraafplaats Panteón de Dolores waar veel beroemde mexicanen zijn begraven.
- Het Nationaal Auditorium, een concertzaal met 10,000 zitplaatsen dat voor verschillende evenementen gebruikt wordt.

- International Standard Name Identifier: 0000 0004 0633 0166
- Nationale Bibliotheek van Israël: 987007531281505171

Álvaro Obregón · Azcapotzalco · Benito Juárez · Coyoacán · Cuajimalpa · Cuauhtémoc · Gustavo A. Madero · Iztacalco · Iztapalapa · Magdalena Contreras · Miguel Hidalgo · Milpa Alta · Tláhuac · Tlalpan · Venustiano Carranza · Xochimilco